# 古谷有美
古谷有美（日語：古谷 有美，1988年03月23日—）是日本女性播報員，目前為TBS社內播報員。

## 簡歷
出生於北海道惠庭市，身高160公分，血型B型，是兩姊妹中的妹妹。從立命館慶祥中学校・高等学校，經歷一年重考之後，隔年考上上智大学外国語学部英文系。就讀大學時，參加2008年上智大學小姐選拔獲得優勝。高中時代的同學有札幌電視台的播報員八木菜摘、演員江村修平。高中三年都參加競技啦啦隊社團，大學時代屬於大眾傳播社。大學畢業後於2011年4月時進入TBS電視台，同期的有吉田明世。入社後在當年的7月6日在TBS新聞節目《N-Sta》結束時與吉田明世共同現身，此次為其初登場。同年10月成為其固定班底。
2020年7月24日，本人在個人的Instagram上面，報告已經結婚並且懷孕的消息，並於8月1日開始因懷孕休假。同年12月16日，產下一子。

## 演出節目
- 女主播的懲罰（不定期演出、2012年8月6日 - ）

## 外部連結
- TBSアナウンスBoo!!（アナウンサー通信）・古谷有美 （页面存档备份，存于） - 最新簡介
- 古谷有美のプロフィール （页面存档备份，存于） - 2008 年上智大學小姐選拔頁面
- ミスソフィアコンテスト2008 古谷有美 （页面存档备份，存于） - 上述比賽的部落格
- 古谷有美的Instagram帳戶